# ONE PATTERN
ONE PATTERN（ワン・パターン）は、日本の音楽グループP-MODELの7枚目のアルバム。1986年6月25日にアルファレコードより発売された。1か月遅れの1986年7月25日にはP-MODELにとって初のCDとして発売。2007年7月25日にソニー・ミュージックエンタテインメントよりデジタルリマスタリングされ、紙ジャケット仕様で発売された。2012年4月には限定店舗（タワーレコード、ディスクユニオン、ショップメカノなど）でのみ再発売された。2025年4月23日に再発売され、アナログ盤とCDの2形態でリリースされた。

## 概要
横川理彦、三浦俊一が脱退し、高橋芳一、中野照夫の加入後にリリースされた、活動「凍結」前のP-MODELにおける最後のアルバムである。
本来ならば次作『モンスター』が1987年頃発売される予定であったが、スタジオに入り初日にアルファから突然レコーディングの中止というトラブルが発生し、その後同年に契約を解除したが、次のレコード会社との交渉が難航。その間に荒木と高橋が脱退し、田井中が復帰・ことぶきが加入するも、レコーディングは進まずにお蔵入りとなる。最終的にバンド活動自体1988年12月を以って「凍結」となり、各メンバーはそれぞれの活動をしていく事となる。『モンスター』に収録される予定だった一部の楽曲は平沢ソロアルバム『時空の水』、中野ソロアルバム『USER UNKNOWN』、P-MODELボックスセット『太陽系亞種音』に収録されている。
「OH MAMA！」「Zebra」「おやすみDOG」の3曲は、P-MODEL再結成後にもアレンジを変えて披露された。解凍期のアレンジはスタジオレコーディングされており、1994年に発売されたアルバム『LIVEの方法』に収録されている。
平沢ソロライブでは最初期に「OH MAMA！」や「Zebra」が披露されており、ライブ音源が『error CD』に収録されている。2010年以降は『突弦変異』でリメイクされた「Another Day」が披露される事がある。

## 楽曲制作について
この時期のP-MODELには新たな試みが導入された。平沢進がMIDIギターを使用し、打ち込みのドラムやサンプラー、カセットデッキによるコーラスを担当する高橋はキーボード演奏にとどまらない役割として「Systems」というクレジット名で登録された。これは、機械類を得意としていた反面、ベース経験こそあるもののキーボードでのステージ経験が皆無な高橋への配慮のためでもあった。この時期について高橋は後にキーボード・マガジン内で「演奏的には、混沌たるデジアナ世界黎明期、人力・機械式・アナログ・デジタル何でもござれ時代」と回顧している。
楽曲のギミック（サンプリング音源）をライブでも再現するためにMIDIギターを導入したが、まだ黎明期ということもあり、ライブでは不調になる時が多くあった。また、購入したのではなくモニターとして借りただけであり、P-MODEL凍結までは使用していたが、その後は返却してしまった。
今作は収録曲の大部分が山中湖のミュージック・インにて、3週間の合宿でレコーディングされた。中野・高橋が加入決定後、すぐにアルバム・レコーディングに取り掛かった為、ほぼ準備期間は無かったという。平沢は後に「クリエイティブな面より、メンバーといる方が面白かった」と回顧している。

## 楽曲解説
OH MAMA!
1988年のライブ「Shoot the Monster」ではブラスセクションによる演奏がフィーチャーされた。この時の模様は家庭用8mmビデオで撮影されており、当時のファンクラブ「モアレ・クラブ」会員向けにビデオが販売された。その後、同シーンが映像作品『BITMAP 1979-1992』に収録され、ブラスセクションがステージに居る事が確認できる。
松本かよによるコーラス部分はP-MODEL解凍後も使用された。凍結以前は高橋またはことぶきによるタイミングで手動でテープの再生ボタンを押していたが、解凍後は同期で再生されている。
2018年には核P-MODELのライブ「回＝回」にて新たにアレンジされたバージョンが披露された。
LICORICE LEAF
メインボーカルは中野が取っている。当時のライブではMIDIギターの不調がよくあった曲。
Astro Notes
レコーディング直前まで歌詞が完成しておらず、偶然マシントラブルで作業が中断した際に平沢が急ぎで書き上げている。
メビウスの帯
2019年、P-MODELの元メンバーである三浦俊一がプロデュースするバンドFLOPPYがアルバム『2045survivor』にてカヴァーしている。
Zebra
曲間奏部はMIDIギターで演奏されている。解凍期のリメイクにおいては代わりに秋山勝彦のキーボードがフィーチャーされている。
2018年には核P-MODELのライブ「回＝回」にて新たにアレンジされたバージョンが披露され、スタジオ音源がM∞CARD『平沢進・核P-MODEL　エムカード大阪公演』に収録されている。
おやすみDOG
曲間奏部では過去に平沢が制作した楽曲「いりよう蜂の誘惑」のフレーズが使われている。また、当時のライブではこの部分でドラム・ソロが披露されており、映像作品「三界の人体地図」にて確認できる。
イントロがMIDIギターで演奏されている。1987年のライブ中、MIDIギターの不調のためこの曲が演奏できなくなるハプニングが発生した。
2020年には平沢進+会人名義で行われたライブ「会然TREK2K20▲03」にて新たなアレンジで披露され、スタジオ音源がM∞CARD『「会然TREK2K20▲03」メモリアルパッケージカード』に収録されている。
Another Day
プロモーション・ビデオが制作されている。しかし、平沢はこのPVの出来に不満を感じ、独力で映像作品を制作するためにAMIGAを購入した。以降、平沢ソロ作品の映像や楽曲の制作で多用することとなる。
当初「Zebra」とセットでシングルとしてリリースする計画があったものの諸事情でボツとなり、プロモーション用に少数のみプレスされた。
ハーモニウム
ハーモニウムとはカート・ヴォネガット作SF小説｢タイタンの妖女｣に登場する水星の生物のこと。
サンパリーツ
2013年、中野が自身のソロアルバム「Deep Architecture」でリメイクしている。

## 収録曲
- 全編曲：P-MODEL

| #         | タイトル                        | 作詞      | 作曲      | 時間  |
| --------- | ------------------------------- | --------- | --------- | ----- |
| 1.        | 「OH MAMA!」                    | 平沢進    | 平沢進    | 3:56  |
| 2.        | 「LICORICE LEAF」               | 中野照夫  | 中野照夫  | 4:04  |
| 3.        | 「Astro Notes」                 | 平沢進    | 平沢進    | 3:31  |
| 4.        | 「メビウスの帯（Möbius band）」 | 中野照夫  | 中野照夫  | 2:13  |
| 5.        | 「Drums」                       | 平沢進    | 平沢進    | 5:53  |
| 6.        | 「Zebra」                       | 平沢進    | 平沢進    | 4:23  |
| 7.        | 「おやすみDOG（Oyasumi Dog）」  | 平沢進    | 平沢進    | 3:14  |
| 8.        | 「Another Day」                 | 平沢進    | 平沢進    | 3:17  |
| 9.        | 「ハーモニウム（Harmonium）」   | 平沢進    | 平沢進    | 5:28  |
| 10.       | 「サンパリーツ（Sunpaleets）」  | 中野照夫  | 中野照夫  | 3:39  |
| 合計時間: | 合計時間:                       | 合計時間: | 合計時間: | 39:27 |

## リリース履歴
| リリース日     | レーベル                       | 規格 | 規格品番   | 備考                                       |
| -------------- | ------------------------------ | ---- | ---------- | ------------------------------------------ |
| 1986年6月25日  | アルファレコード               | LP   | ELR-28004  |                                            |
| 1986年7月25日  | アルファレコード               | CD   | 32XA-79    |                                            |
| 1992年2月21日  | アルファミュージック           | CD   | ALCA-259   |                                            |
| 1994年12月21日 | アルファミュージック           | CD   | ALCA-9135  |                                            |
| 2002年5月10日  | ケイオスユニオン/TESLAKITE     | CD   | CHTE-0010  | ボックスセット『太陽系亞種音』Disc6        |
| 2007年7月25日  | ソニー・ミュージックダイレクト | CD   | MHCL-1137  | 紙ジャケット仕様                           |
| 2012年4月12日  | ソニー・ミュージックダイレクト | CD   | MHCL-1137  | 紙ジャケット仕様、限定再プレス盤           |
| 2025年4月23日  | ソニー・ミュージックダイレクト | CD   | MHCL-31040 | Blu-spec CD2、砂原良徳によるリマスタリング |
| 2025年4月23日  | ソニー・ミュージックダイレクト | LP   | MHJL-417   | バーニー・グランドマンによるカッティング   |

## 参加ミュージシャン
- 平沢進 - ボーカル、キーボード、ギター
- 中野照夫(現・中野テルヲ) - ベース、キーボード、ボーカル(「LICORICE LEAF」、「メビウスの帯」)、バックグラウンド・ボーカル
- 高橋芳一 -  Systems、バックグラウンド・ボーカル
- 荒木康弘 - ドラムス、ゴングドラム、パーカッション
- 松本かよ - "MAMA"ボーカル （「OH MAMA!」）
- 神尾明朗 - キーボード （「Another Day」）、プロデューサー
- 杉並児童合唱団 - "Sunpaleets"ボイス （「サンパリーツ」）